# Haldenlaugung
Als Haldenlaugung oder Haufenlaugung bezeichnet man im Bergbau ein Aufbereitungsverfahren, bei dem die nutzbaren Metalle mittels eines Lösungsmittels aus dem Erz herausgelöst werden. Das Verfahren wird angewendet, um die Metalle aus armen Erzen herauszulösen und zu gewinnen. Zudem kann es angewendet werden zur Anreicherung und Gewinnung von Wertmetallen aus Reststoffen und aus Bergbaurückständen (Haldenmaterial). Das Verfahren wird auch noch im 21. Jahrhundert des Öfteren in der Goldgewinnung eingesetzt.

## Grundlagen und Geschichte
Mechanische Erzaufbereitungsanlagen dienen in der Regel zur Voranreicherung der Wertstoffe und haben oftmals nur eine begrenzte Selektivität. Zudem ist der Aufwand an Maschinen bei Armerzen oftmals nicht gerechtfertigt, da er zu kostenintensiv ist. Des Weiteren kommt es bei mechanischen Aufbereitungsverfahren zu Wertmetallverlusten und somit auch zu Restgehalten von Schwermetallen in den Aufbereitungsabgängen. Bereits im Altertum und im Mittelalter erkannte man, dass durch das Einwirken von Luft und Niederschlägen aus den Bergehalden Metalle freigesetzt wurden. Die in Halden ablaufenden Verwitterungsvorgänge bestehen grundsätzlich aus physikalischen und chemischen Mechanismen und haben z. B. in Bergehalden eine große Verwitterungstiefe. Im Jahr 1960 wurde die erste kommerzielle Haldenlaugung in Betrieb genommen. In den Folgejahren wurden weitere Haldenlaugungen in Betrieb genommen, um Gold aus dem Haufwerk zu extrahieren. Heute ist die Haldenlaugung Stand der Technik für Armerze. Neben Edelmetallen wie Gold, werden auch Buntmetalle wie Kupfer mittels Haufenlaugung gewonnen. Des Weiteren wird die Haldenlaugung zur Gewinnung von Uranerzen und zur Gewinnung von Seltenen Erdmetallen angewendet. Allerdings wird die Haldenlaugung mittels Chemikalien nur noch bei besonderen Erzen vereinzelt angewendet. Ein alternatives Verfahren zur Haldenlaugung mittels ätzenden Chemikalien ist die Biologische Laugung, die wesentlich umweltfreundlicher ist.

## Das Verfahren
Zunächst muss eine wasserundurchlässige Basisschicht, z. B. aus verdichtetem Lehm, geschaffen werden, auf die das zu behandelnde Material dann aufgeschüttet werden kann. Anstelle des Lehms kann auch eine 10 bis 30 Zentimeter dicke Schicht aus feinem Sand, auf die eine drei bis fünf Millimeter dicke Kunststofffolie gelegt wird, als Basisschicht verwendet werden. Hierfür werden mehrere hochwertige Kunststoffdichtungsbahnen aus PE-HD miteinander verschweißt, bis die gesamte Fläche abgedeckt ist. Zudem muss noch eine Drainage gelegt werden. Auf diese Basis wird dann das Erzmaterial zu einer Halde aufgeschüttet, sodass es mittels Laugung bearbeitet werden kann. Je nach Rohstoff und Laugungsaufgabe werden verschiedene Reagenzien als Laugungsmittel verwendet. So werden als Laugungsmittel entweder verdünnte Schwefelsäure oder Alkalien wie Natriumcarbonat, Natriumhydrogencarbonat oder Ammoniumcarbonat verwendet. Zudem werden z. B. bei Laugung von Goldseifen als Laugungsmittel Cyanide verwendet. Vereinzelt wurden auch saure Grubenwässer als Laugungsmittel verwendet. Die Laugungsmittel werden auf die Halde aufgebracht und sickern durch diese dann hindurch. Dabei gibt es mehrere unterschiedliche Anwendungsarten, die z. T. auch noch miteinander kombiniert werden können. Während des Durchsickerns werden die feinen Metallpartikel aus dem Haldenmaterial herausgelöst und sickern mit dem Laugungsmittel nach unten. Am Haldenfuß werden die mit dem Metall angereicherten Sickerflüssigkeiten in der Drainage aufgefangen und die Metallpartikel anschließend durch weitere Prozesse wie Filtration aus der Flüssigkeit extrahiert. Zur Extraktion werden, je nach Metall, Ionentauscher und Solventionsextraktionen oder organische Lösungsmittel verwendet. Bei der Gewinnung von Gold aus dem Laugungsmittel Cyanid kommt Aktivkohle zum Einsatz. Nachdem der Laugungsprozess abgeschlossen ist, wird die Halde in der Regel wieder abgetragen.

## Vor- und Nachteile
Ein Vorteil der Haldenlaugung ist, dass sie weniger Energie benötigt als z. B. andere Laugungsverfahren. Des Weiteren werden für dieses Verfahren keine mechanischen Aufbereitungsmaschinen benötigt. Dies macht das Verfahren kostengünstiger als andere Aufbereitungsverfahren. Nachteilig ist die Verwendung von z. T. giftigen Chemikalien, die bei unsachgemäßer Anwendung eine Vergiftungsgefahr darstellen. Ein weiterer Nachteil ist die Länge des Laugungsprozesses, der, je nach Größe der Halde, zwischen einigen Monaten und mehreren Jahren dauern kann. Durch unsachgemäßen Umgang mit den Laugungschemikalien können erhebliche Umweltschäden entstehen.